# Pływanie na Letnich Igrzyskach Olimpijskich 1956 – 400 m stylem dowolnym mężczyzn
400 m stylem dowolnym mężczyzn – jedna z konkurencji pływackich rozgrywanych podczas XVI Igrzysk Olimpijskich w Melbourne. Eliminacje odbyły się 1 grudnia, a finał 4 grudnia 1956 roku.
Złoty medal zdobył Australijczyk Murray Rose, który ustanowił w finale nowy rekord olimpijski (4:27,3) i o ponad trzy sekundy wyprzedził Tsuyoshiego Yamanakę z Japonii (4:30,4). Brąz wywalczył reprezentant Stanów Zjednoczonych George Breen, uzyskawszy czas 4:32,5.

## Rekordy
Przed zawodami rekord świata i rekord olimpijski wyglądały następująco:
| Rekord            | Zawodnik     | Czas   | Miejsce   | Data                 | Uwagi |
| ----------------- | ------------ | ------ | --------- | -------------------- | ----- |
| Rekord świata     | Ford Konno   | 4:26,7 | New Haven | 3 kwietnia 1954      | [ a ] |
| Rekord świata     | Murray Rose  | 4:27,0 | Melbourne | 27 października 1956 | [ b ] |
| Rekord olimpijski | Jean Boiteux | 4:30,7 | Helsinki  | 30 lipca 1952        | [ 2 ] |

W trakcie zawodów ustanowiono następujące rekordy:
| Data      | Etap konkurencji | Zawodnik    | Czas   | Rekord |
| --------- | ---------------- | ----------- | ------ | ------ |
| 4 grudnia | finał            | Murray Rose | 4:27,3 | OR     |

## Wyniki

### Eliminacje
| Miejsce | Wyścig | Zawodnik          | Państwo                       | Czas   | Uwagi |
| ------- | ------ | ----------------- | ----------------------------- | ------ | ----- |
| 1.      | 5      | Murray Rose       | Australia                     | 4:31,7 | Q     |
| 2.      | 5      | Tsuyoshi Yamanaka | Japonia                       | 4:31,8 | Q     |
| 3.      | 4      | Gary Winram       | Australia                     | 4:34,5 | Q     |
| 4.      | 3      | George Breen      | Stany Zjednoczone             | 4:35,7 | Q     |
| 5.      | 5      | Hans Zierold      | Wspólna Reprezentacja Niemiec | 4:35,7 | Q     |
| 6.      | 1      | Kevin O’Halloran  | Australia                     | 4:36,9 | Q     |
| 7.      | 1      | Koji Nonoshita    | Japonia                       | 4:37,4 | Q     |
| 8.      | 1      | Angelo Romani     | Włochy                        | 4:37,6 | Q     |
| 9       | 4      | Jean Boiteux      | Francja                       | 4:37,9 |       |
| 10.     | 1      | Bill Woolsey      | Stany Zjednoczone             | 4:38,2 |       |
| 11.     | 2      | Jack Wardrop      | Wielka Brytania               | 4:39,8 |       |
| 12.     | 4      | William Slater    | Kanada                        | 4:40,4 |       |
| 13.     | 2      | Tony Briscoe      | Południowa Afryka             | 4:41,4 |       |
| 14.     | 2      | George Onekea     | Stany Zjednoczone             | 4:41,6 |       |
| 15.     | 4      | Neil McKechnie    | Wielka Brytania               | 4:42,6 |       |
| 16.     | 4      | Boris Nikitin     | ZSRR                          | 4:42,8 |       |
| 17.     | 4      | Billy Steuart     | Południowa Afryka             | 4:43,0 |       |
| 18.     | 2      | Hans Köhler       | Wspólna Reprezentacja Niemiec | 4:43,5 |       |
| 19.     | 2      | Habib Nasution    | Indie                         | 4:44,0 |       |
| 20.     | 2      | Per-Olof Östrand  | Szwecja                       | 4:45,9 |       |
| 21.     | 3      | Peter Duncan      | Południowa Afryka             | 4:46,7 |       |
| 22.     | 5      | Jenő Áts          | Węgry                         | 4:47,6 |       |
| 23.     | 1      | Silvio dos Santos | Brazylia                      | 4:48,8 |       |
| 24.     | 4      | Bana Sailani      | Filipiny                      | 4:49,0 |       |
| 25.     | 5      | Jacques Collignon | Francja                       | 4:49,3 |       |
| 26.     | 3      | Karri Käyhkö      | Finlandia                     | 4:49,6 |       |
| 27.     | 3      | Yoshiro Noda      | Japonia                       | 4:49,9 |       |
| 28.     | 2      | Gilberto Martínez | Kolumbia                      | 4:51,4 |       |
| 29.     | 3      | Guy Montserret    | Francja                       | 4:52,6 |       |
| 30.     | 1      | Ulfiano Babol     | Filipiny                      | 4:53,4 |       |
| 31.     | 2      | Raúl Martín       | Kuba                          | 4:58,2 |       |
| 32.     | 1      | Wan Shiu Ming     | Hongkong                      | 5:02,6 |       |

### Finał
| Miejsce | Zawodnik          | Państwo                       | Czas   | Uwagi |
| ------- | ----------------- | ----------------------------- | ------ | ----- |
| 1. !    | Murray Rose       | Australia                     | 4:27,3 | OR    |
| 2. !    | Tsuyoshi Yamanaka | Japonia                       | 4:30,4 |       |
| 3. !    | George Breen      | Stany Zjednoczone             | 4:32,5 |       |
| 4.      | Kevin O’Halloran  | Australia                     | 4:32,9 |       |
| 5.      | Hans Zierold      | Wspólna Reprezentacja Niemiec | 4:34,6 |       |
| 6.      | Gary Winram       | Australia                     | 4:34,9 |       |
| 7.      | Koji Nonoshita    | Japonia                       | 4:38,2 |       |
| 8.      | Angelo Romani     | Włochy                        | 4:41,7 |       |